# Louis Vonelly
Louis Vonelly (nom de scène), né Louis Félix Dieudonné Vérité le 3 juillet 1883 à Blois (Loir-et-Cher) et mort le 5 septembre 1963 à Saint-Martin-du-Tertre (Val-d'Oise) est un acteur français.

## Filmographie
- 1913 : L'Usurier de Camille de Morlhon (1,085 m)
- 1920 : William Baluchet, roi des détectives de Gaston Leprieur (3,270 m, en 5 épisodes) - Pressac dans l'épisode : Le testament de la comtesse de Pressac
- 1921 : La Mort du soleil de Germaine Dulac (1,925 m) - Daniel Voisin
- 1922 : Le Sang d'Allah de Luitz-Morat (1,650 m) - L'amant
- 1925 : Bibi-la-Purée de Maurice Champreux - film tourné en 5 épisodes - Lavalette
- 1925 : Madame Sans-Gêne de Léonce Perret (3,000 m) - Le maréchal Ney
- 1925 : Napoléon vu par Abel Gance de Abel Gance (10,700 m, en 5 parties) - André Chenier
- 1925 : Le Puits de Jacob de Edward José (4,500 m) - Carcassonne
- 1925 : 600 000 francs par mois de Robert Péguy et Nicolas Koline (2,200 m) - Le secrétaire
- 1926 : L'Homme à l'hispano de Julien Duvivier (3,000 m, en 7 parties)
- 1926 : Jim la Houlette de Nicolas Rimsky et Roger Lion (2,150 m) - Maître Clisson, l'avocat
- 1926 : La Maison du Maltais de Henri Fescourt (1,635 m) - M. Chervier
- 1926 : Pour régner de André Luguet (2,200 m) - Le prince Henry
- 1930 : Dans une île perdue de Alberto Cavalcanti - Zangiacomo
- 1930 : L'Enfant de l'amour de Marcel L'Herbier
- 1930 : Monsieur le duc de Jean de Limur - Henri
- 1931 : Le Monsieur de minuit de Harry Lachman - Le "Monsieur"
- 1931 : Une fameuse idée de René Barberis - moyen métrage - M. Jacquin
- 1932 : Clochard de Robert Péguy - Le substitut
- 1933 : Champignol malgré lui de Fred Ellis
- 1933 : La Robe rouge de Jean de Marguenat - Maître Placat
- 1935 : Bonne Chance de Sacha Guitry - Le marchand de tableaux
- 1935 : Ernest a le filon d'Andrew F. Brunelle - moyen métrage -
- 1935 : Mademoiselle Lucie comtesse - réalisation anonyme - court métrage -
- 1936 : L'Argent de Pierre Billon
- 1936 : Mademoiselle docteur ou Salonique, nid d'espions  de Georg Wilhelm Pabst
- 1936 : Mister Flow de Robert Siodmak
- 1937 : Un déjeuner de soleil de Marcel Cravenne
- 1938 : Quadrille de Sacha Guitry - Le chef de réception
- 1938 : Deux de la réserve de René Pujol
- 1938 : La Fin du jour de Julien Duvivier - Un pensionnaire
- 1938 : Gosse de riche de Maurice de Canonge
- 1938 : J'étais une aventurière de Raymond Bernard - Texter
- 1938 : Remontons les Champs-Élysées de Sacha Guitry - Dubertret
- 1938 : Ultimatum de Robert Wiene et Robert Siodmak - Un diplomate
- 1938 : Un fichu métier de Pierre-Jean Ducis
- 1939 : Ils étaient neuf célibataires de Sacha Guitry - Le valet de Margaret
- 1942 : L'Inévitable Monsieur Dubois de Pierre Billon
- 1943 : La Vie de plaisir de Albert Valentin - Le général
- 1944 : Mademoiselle X de Pierre Billon
- 1945 : Son dernier rôle de Jean Gourguet
- 1947 : Copie conforme de Jean Dréville
- 1947 : Le Comédien de Sacha Guitry - Un admirateur
- 1949 : Manon de Henri-Georges Clouzot - M. Dégrieux
- 1949 : Monseigneur de Roger Richebé - Un tailleur
- 1950 : Édouard et Caroline de Jacques Becker - Un invité
- 1950 : Quai de Grenelle de Emile-Edwin Reinert - Le vieux beau
- 1950 : Souvenirs perdus de Christian-Jaque - Un général
- 1951 : Les Sept Péchés capitaux - réalisation collective -
- 1959 : La Corde raide de Jean-Charles Dudrumet

## Théâtre
- 1931 : La Banque Nemo de Louis Verneuil, Théâtre de la Michodière
- 1932 : Signor Bracoli de Jacques Deval, mise en scène Lucien Rozenberg, Théâtre des Nouveautés
- 1947 : La Termitière de Bernard-Charles Miel, mise en scène Aimé Clariond, Théâtre des Célestins, Théâtre Antoine